# Peppa Pig
Peppa Pig (también conocida en Hispanoamérica como Peppa la Cerdita o simplemente Peppa) es una serie de televisión de dibujos animados británica creada por Neville Astley y Mark Baker. Fue estrenada el 31 de mayo de 2004 en el canal británico Channel 5. En España se emite desde 2010 por Clan. Su emisión en Hispanoamérica comenzó en 2006 por el canal Boomerang (en su etapa de renovación) hasta 2008 doblada en Venezuela. Poco después, en 2013, se volvió a emitir por el canal Discovery Kids, esta vez doblada en México para Hispanoamérica.

## Producción y emisión
En el Reino Unido, la primera serie de 52 episodios de cinco minutos comenzó en Channel 5 el 31 de mayo de 2004. La segunda serie de 52 episodios comenzó en Channel 5 el 4 de septiembre de 2006, con Cecily Bloom sustituyendo a Lily Snowden-Fine como Peppa, entre otros cambios en el reparto. La tercera serie comenzó a emitirse el 4 de mayo de 2009 en Milkshake, el bloque de Channel 5 dirigido a niños en edad preescolar, con Harley Bird sustituyendo a Cecily Bloom y Lily Snowden-Fine como Peppa.
En Estados Unidos, la serie se emitió por primera vez como parte del bloque de programación preescolar Tickle-U de Cartoon Network del 22 de agosto de 2005 a 2007. Para estas emisiones, la serie se dobló de nuevo con actores estadounidenses. Sin embargo, no ha habido otras versiones oficiales de este doblaje, y todas las emisiones en EE. UU. desde 2008 utilizan la banda sonora británica original. En 2008, Peppa Pig se trasladó al canal hermano de Channel 5, Noggin, en EE. UU. Se emitió como parte de Noggin Presents, una serie de cortos intersticiales emitidos entre programas completos. Desde febrero de 2011, la serie se emite como un programa de media hora en el canal estadounidense Nick Jr. y en el bloque separado Nick Jr. en Nickelodeon a partir de noviembre de 2013. Para cada episodio, se juntan 5 segmentos (aunque para el especial que contiene «Botas de oro» y el episodio que contiene «La vuelta al mundo», solo se utilizan 3 segmentos) para que la duración sea de 25 minutos. En junio de 2021 había 9 temporadas (y 1 especial independiente) de Peppa Pig en EE. UU.
Peppa Pig está animada con CelAction.

## Argumento
La protagonista de la serie es Peppa, una cerdita de rasgos antropomorfos que vive con su hermanito George, su hermanita Evie y sus padres: Mamá Cerdita (Mummy Pig) y Papá Cerdito (Daddy Pig). Tiene como escenario principal su hogar, donde ocurre la mayoría de las tramas de los episodios. En algunos de ellos se muestra a su familia saliendo de casa, paseando en auto, yendo a casa de sus amigos o estando ya en otro lugar, como la oficina de Papá Cerdito.

## Historia
Todos los personajes usan ropa, viven en casas y conducen automóviles, al igual que los humanos, pero también exhiben algunas características de los animales en los que se basan. Peppa y su familia resoplan como cerdos durante sus conversaciones, mientras que los otros animales hacen sus respectivos ruidos cuando hablan, exhibiendo también otras características de acuerdo a sus respectivas especies. Por ejemplo, la familia Rabbit (‘Liebre/Conejo’) hace alusiones a su vivienda, que es una madriguera en una colina decorada a la usanza de las otras casas, con puertas y ventanas. Los personajes también se sonrojan al avergonzarse y sus bocas se utilizan para expresar otras emociones como la tristeza, la felicidad, la irritación, el desconcierto y la confusión. A pesar de que los mamíferos son antropomorfos, otros animales no lo son; por ejemplo, las aves, los patos, Tiddles la tortuga, Polly el loro y los insectos. Además, el narrador de la serie, John Sparkes, refuerza la acción y el humor, diciendo cosas como «Oh, querida» cuando sucede algo desafortunado (como cuando George empieza a llorar) o «¡Cuidado!» cuando un personaje está haciendo algo inseguro (como Peppa montada en bicicleta sin mirar hacia dónde va).
Peppa y su familia no llevaban el cinturón de seguridad en las escenas de automóviles las dos primeras temporadas. Después de recibir varias quejas, Astley Baker Davis anunció que todas las futuras animaciones incluirían el uso del cinturón de seguridad por parte de los personajes, y que las escenas correspondientes en las dos primeras temporadas serían editadas para incluirlos. También se hicieron cambios similares a los primeros episodios con personajes que conducen bicicletas para añadir cascos para ciclistas, que no fueron incluidos en las versiones originales.

## Reparto
| Personaje                   | Actor/Actriz original                                                                               | Doblaje original para Venezuela (1.ª temporada) | Doblaje para Latinoamérica (Doblaje original - 1.ª-10.ª temporada)         | Doblaje para España |
| --------------------------- | --------------------------------------------------------------------------------------------------- | ----------------------------------------------- | -------------------------------------------------------------------------- | ------------------- |
| Peppa Pig (Peppa Cerdita)   | Lily Snowden-Fine (1.ª voz) Cecily Bloom (2.ª voz) Harley Bird (3.ª voz) Amelie Bea Smith (4.ª voz) | Leisha Medina                                   | Auri Maya (1.ª voz) Yuneidy Reyes (2.ª voz) (Solo en los cuentos de Peppa) | Cristina Yuste      |
| George                      | Oliver May (1.ª voz) Alice May (2.ª voz)                                                            | Mercedes Prato                                  | Abdeel Silva (1.ª voz) Sammir Hernández (2.ª voz)                          | Chelo Molina        |
| Evie                        | —                                                                                                   | —                                               | —                                                                          | —                   |
| Mamá Pig (Mamá Cerdita)     | Morwenna Banks                                                                                      | Rebeca Aponte                                   | Isabel Martiñón                                                            | María Luisa Benech  |
| Papá Pig (Papá Cerdito)     | Richard Ridings                                                                                     | Guillermo Martínez                              | Óscar Gómez (1.ª voz) Roberto Mendiola (2.ª voz)                           | Manolo Malpica      |
| Abuelo Pig (Abuelo Cerdito) | David Graham                                                                                        | Luis Pérez Pons                                 | José Lavat (1.ª voz) César Arias (2.ª voz) Eduardo Tejedo (3.ª voz)        | Miguel Zúñiga       |
| Abuela Pig (Abuela Cerdita) | Frances White                                                                                       | Elena Díaz Toledo                               | Anabel Méndez (1.ª voz) Esperanza Navarro (2.ª voz)                        | Amparo Bravo        |
| Loro Polly/Lucas            | Alison Snowden                                                                                      | Luis Carreño                                    | Ernesto Lezama                                                             | Yolanda Mateos      |
| Tía Cerdita                 | Judy Flynn                                                                                          | Sin datos                                       | Adriana Romero                                                             | Chelo Vivares       |
| Tío Cerdito                 | John Sparkes                                                                                        | Sin datos                                       | Roberto Molina (1.ª voz) Esteban Desco (2.ª voz) ¿? (3.ª voz)              | Ricardo Rivas       |
| Chloé Pig                   | Eloise May                                                                                          | ?                                               | Nycolle González (1.ª voz) Valentina Souza (2.ª voz) ¿? (3.ª voz)          | Sin datos           |
| Suzy Oveja                  | Meg Hall (1.ª voz) Ava Lovell (2.ªvoz)                                                              | Lileana Chacón                                  | Ixchel León                                                                |                     |
| Danny Perro                 | George Woolford (1.ª voz) Jadon Mills(2.ª voz) Josh Morris(3.ª voz) Charlie Stewart (4.ª voz)       | Rebeca Aponte                                   | Said Rodríguez                                                             |                     |
| Dirección de doblaje        | | ?                                               | John Sparkes                                                               | Roberto Giraldo     |
| Traducción al español       | | ?                                               | Regina Barajas                                                             | Ángeles Aragón      |

## Temporadas
| Temporada | Temporada  | Episodios | Reino Unido             | Reino Unido             | Latinoamérica           | Latinoamérica           |
| Temporada | Temporada  | Episodios | Inicio                  | Final                   | Inicio                  | Final                   |
| --------- | ---------- | --------- | ----------------------- | ----------------------- | ----------------------- | ----------------------- |
|           | Pilotos    | Pilotos   | 16 de noviembre de 2005 | 16 de noviembre de 2005 | 7 de febrero de 2006    | 7 de febrero de 2006    |
|           | 1          | 52        | 31 de mayo de 2004      | 30 de noviembre de 2004 | 30 de abril de 2013     | 27 de julio de 2013     |
|           | 2          | 52        | 4 de septiembre de 2005 | 19 de junio de 2005     | 6 de agosto de 2013     | 17 de diciembre de 2013 |
|           | Especial 1 | 1         | 25 de diciembre de 2007 | 25 de diciembre de 2007 | 24 de diciembre de 2013 | 24 de diciembre de 2013 |
|           | 3          | 52        | 4 de mayo de 2010       | 17 de diciembre de 2010 | 10 de marzo de 2014     | 23 de junio de 2014     |
|           | 4          | 52        | 22 de mayo de 2011      | 28 de diciembre de 2012 | 26 de diciembre de 2014 | 9 de febrero de 2015    |
|           | Especial 2 | 1         | 14 de febrero de 2015   | 14 de febrero de 2015   | 15 de agosto de 2015    | 15 de agosto de 2015    |
|           | Especial 3 | 1         | 25 de octubre de 2015   | 25 de octubre de 2015   | 31 de octubre de 2015   | 31 de octubre de 2015   |
|           | Especial 4 | 1         | 3 de marzo de 2016      | 3 de marzo de 2016      | 7 de mayo de 2017       | 7 de mayo de 2017       |
|           | Película   | 1         | 7 de abril de 2017      | 7 de abril de 2017      | No lanzado              | No lanzado              |
|           | 6          | 52        | 5 de febrero de 2019    | 7 de octubre de 2020    |                         |                         |
|           | 7          | TBA       | 5 de marzo de 2021      | TBA                     |                         |                         |

## Personajes por temporada

### Personajes principales
| Personajes       | Temporadas | Temporadas | Temporadas | Temporadas |
| Personajes       | 1          | 2          | 3          | 4          |
| ---------------- | ---------- | ---------- | ---------- | ---------- |
| Peppa            | Sí         | Sí         | Sí         | Sí         |
| George           | Sí         | Sí         | Sí         | Sí         |
| Evie             |            |            |            |            |
| Mamá Cerdita     | Sí         | Sí         | Sí         | Sí         |
| Papá Cerdito     | Sí         | Sí         | Sí         | Sí         |
| Abuelo Cerdito   | Sí         | Sí         | Sí         | Sí         |
| Abuela Cerdita   | Sí         | Sí         | Sí         | Sí         |
| Loro Polly/Lucas | Sí         | Sí         | Sí         | Sí         |
| Narrador         | Sí         | Sí         | Sí         | Sí         |

### Personajes secundarios
| Personajes                    | Temporadas | Temporadas | Temporadas | Temporadas |
| Personajes                    | 1          | 2          | 3          | 4          |
| ----------------------------- | ---------- | ---------- | ---------- | ---------- |
| Chloé                         | Sí         | Sí         | Sí         | Sí         |
| Bebé Alexander                | No         | Sí         | Sí         | Sí         |
| Tía Cerdita                   | Sí         | Sí         | Sí         | Sí         |
| Tío Cerdito                   | Sí         | Sí         | Sí         | Sí         |
| Susy Oveja                    | Sí         | Sí         | Sí         | Sí         |
| Señora Oveja                  | No         | Sí         | Sí         | Sí         |
| Danny Perro                   | Sí         | Sí         | Sí         | Sí         |
| Abuelo Gran Perro             | Sí         | Sí         | Sí         | Sí         |
| Mamá Perro                    | Sí         | Sí         | Sí         | No         |
| Zoe Cebra                     | No         | Sí         | Sí         | Sí         |
| Emilia Elefante               | No         | Sí         | Sí         | Sí         |
| Edmond Elefante               | No         | No         | Sí         | Sí         |
| Rebecca Liebre/Coneja         | Sí         | Sí         | Sí         | Sí         |
| Richard Liebre/Conejo         | No         | Sí         | Sí         | Sí         |
| Pedro Pony                    | Sí         | Sí         | Sí         | Sí         |
| Candy Gata                    | Sí         | Sí         | Sí         | Sí         |
| Albina Asna (Delphine Donkey) | No         | Sí         | Sí         | Sí         |
| Didier Asno                   | No         | No         | Sí         | Sí         |
| Capitán Perro                 | No         | No         | No         | Sí         |
| Freddy Zorro                  | No         | No         | Sí         | Sí         |

## Productos licenciados
La marca Entertainment One (eOne) recaudó en 2010 más de 200 millones de libras en las ventas de productos licenciados de Peppa Pig en el Reino Unido, muy por encima de la cifra de 100 millones de libras de 2009. Además, por primera vez en la historia de la marca, las cifras de NPD para ese año revelan que Peppa Pig fue el número uno de la categoría preescolar en el mercado total del juguete para 2010, subiendo cuatro lugares desde su posición anterior en el año previo.
Además de DVD con los episodios, los productos de Peppa Pig con licencia incluyen libros, videojuegos y juguetes como naipes, vehículos y muñecos de peluche, casas de muñecas e incluso artículos para el hogar, como productos de baño, artículos de papelería, y ropa de casa. Otros artículos con la licencia son alimentos, bebestibles y joyas.

## Software
Peppa Pig: The Game es un videojuego desarrollado por Ubisoft y publicado por Pinnacle, Inc. Se lanzó el 27 de noviembre de 2009 para la consola Nintendo Wii y el 7 de agosto de 2009 para la Nintendo DS.
Peppa Pig: Fun and Games es un videojuego también desarrollado por Ubisoft y publicado por Pinnacle, Inc. para las mismas consolas. Su fecha de lanzamiento fue el 22 de octubre de 2010.
My Friend Peppa Pig es un videojuego desarrollado por Outright Games y publicado por Hasbro, para las consolas Playstation 4, Playstation 5, Xbox One, Xbox Series X y S, Stadia, Nintendo Switch, y PC vía Steam el día 28 de octubre de 2021.

## Parque temático
Existe un parque temático de Peppa Pig ubicado en Paultons Park, New Forest, Hampshire (Reino Unido). Abrió sus puertas el 8 de abril de 2011 e incluye una zona de juegos cubierta, otra con charcos de barro, atracciones con salpicaduras de agua y edificios temáticos.

## Polémicas

### Cinturones de seguridad y cascos de protección en las bicicletas
En las dos primeras temporadas, en algunos episodios, Peppa y su familia no utilizaban el cinturón de seguridad. Tras recibir varias quejas, Astley Baker Davies anunció que las animaciones futuras incluirían dicho cinturón, y que las escenas de las dos primeras temporadas se reanimarían para incluirlos. Se hicieron también cambios similares en los primeros episodios (especialmente en «Bicicletas») para agregar cascos de bicicleta, que no aparecían en las versiones originales. En la emisión de Discovery Kids se mostraron los cascos de bicicleta para no generar más controversia. En el episodio «Animalitos» también sucedió esto, aunque los cascos cambiaron su tono de color intenso.

### Sonrojos de Rebeca
En la versión original del episodio «Animalitos» Rebeca Liebre se sonroja cuando habla sobre zanahorias; sin embargo, esto no ocurre en la versión posterior que la cadena acreditó.

### Episodio censurado
En Australia se censuró un episodio llamado «La telaraña» en el que se recomienda no tener miedo a las arañas. En dicho país habitan varios tipos de araña, incluyendo las más venenosas del mundo, por lo que la cautela ante las arañas no sería solo justificada, sino necesaria. La cadena que lo emitió, la ABC, decidió dejar de emitir el episodio y pidió perdón por haberlo publicado en su página web.

### Regionalismos y doble sentido
En algunos países de Hispanoamérica, como Colombia, Venezuela y países del América Central, la palabra «pepa» (que quiere decir ‘semilla’) se usa para referirse vulgarmente a los genitales femeninos. Lo anterior ha dado origen a un sinnúmero de «memes» con humor para adultos, e incluso chistes de stand-up que aprovechan el sonido del nombre de la cerdita.

### Papá Noel
En varios países se generó una ligera controversia por emitir un episodio con temática navideña en el que aparece un personaje animado representando a Papá Noel. Muchas personas mencionaron haber tenido una ligera confusión al identificar a este personaje como un humano, ya que en la serie aparecen predominantemente animales con características antropomórficas. No obstante, hay dos personajes humanos: Papá Noel y la Reina.

### Vídeos hechos por usuarios de internet
En la plataforma de YouTube hay vídeos «falsos» basados en la serie o en los personajes, involucrados en situaciones inadecuadas para el público infantil. Aunque varios de estos están dirigidos obviamente a un público adulto (como los YTPH o parodias) con una advertencia previa, otros están hechos para asustar a los niños. Esto causó polémica en torno a YouTube Kids, donde se filtraron estos vídeos sin ser identificados como inapropiados.

### Personajes LGBT
En agosto de 2022 se transmitió en Reino Unido el capítulo «Familias» que introducía a una familia LGBT conformada por 2 madres; esto provocó diversas opiniones en varios países y de diversos medios de comunicación; en Italia, un político pidió a la cadena de televisión RAI que no se emitiera el capítulo y clasificó su transmisión como «Inaceptable».

## Premios
- Premios de la Academia Británica de Niños
- 2012, Ganadora a la Mejor Animación preescolar
- 2011, Ganadora a la Mejor Animación preescolar
- 2011, Ganadora a la Mejor Intérprete (Harley Bird)
- 2005 Ganadora de la mejor serie de animación preescolar
- Festival Internacional de Cine de Animación de Annecy 2005, ganadora del Gran Premio El Cristal a la mejor producción de TV
- Festival de Cine de Animación de Bradford 2005, ganadora de la mejor serie animada para niños
- Festival de la Bahía de 2005, Ganadora del Premio Pulcinella al Mejor Programa Europeo del Año
- Festival de la Bahía de 2005, Ganadora del Premio Pulcinella a la mejor serie preescolar

## Nominaciones
- Premios de la Academia Británica de Niños
- 2013, nominación a la Mejor Animación Preescolar
- 2013, nominación a la mejor escritura
- 2013, nominación a la mejor multiplataforma (episodio: «Las vacaciones de Peppa Pig»)
- 2010, nominación a la Mejor Animación Preescolar
- 2010, nominación a la mejor escritura
- 2009, nominación a la Mejor Animación Preescolar
- 2009, nominación a la mejor escritura
- 2008 nominación a la Mejor Animación Preescolar
- 2007, nominación a la Mejor Animación Preescolar
- 2004, nominación a la Mejor Animación Preescolar

## Discografía

### Álbumes de estudio
| Año  | Información                                                                           | Posicionamiento en listas | Posicionamiento en listas | Posicionamiento en listas | Certificaciones      |
| Año  | Información                                                                           | RU                        | ESC                       | IRL                       | Certificaciones      |
| ---- | ------------------------------------------------------------------------------------- | ------------------------- | ------------------------- | ------------------------- | -------------------- |
| 2019 | My First Album - Publicación: 19 de julio de 2019 - Discográfica: eOne                | 79                        | 26                        | 91                        | - Reino Unido: Plata |
| 2021 | Peppa's Adventures: The Album - Publicación: 30 de julio de 2021 - Discográfica: eOne |                           |                           |                           |                      |